# Malaui en los Juegos Olímpicos de París 2024
Malaui estuvo representado en los Juegos Olímpicos de París 2024 por tres deportistas, dos mujeres y un hombre, que compitieron en dos deportes.
Los portadores de la bandera en la ceremonia de apertura fueron el nadador Filipe Gomes y la atleta Asimenye Simwaka. El equipo olímpico malauí no obtuvo ninguna medalla en estos Juegos.